# Liste der Einträge im National Register of Historic Places im Kings County (Kalifornien)

Lage des Kings County in Kalifornien

Die Liste der Einträge im National Register of Historic Places im Kings County in Kalifornien führt alle Bauwerke und historischen Stätten im Kings County auf, die in das National Register of Historic Places aufgenommen wurden.

## Aktuelle Einträge
| [ 2 ] | Name                     | Bild                     | Eintragsdatum                 | Lage                                             | Ort            | Beschreibung |
| ----- | ------------------------ | ------------------------ | ----------------------------- | ------------------------------------------------ | -------------- | ------------ |
| 1     | Hanford Carnegie Library | Hanford Carnegie Library | 17. Dez. 1981 ID-Nr. 81000152 | 109 E. 8th St. 36° 19′ 39,3″ N, 119° 38′ 43,4″ W | Hanford        |              |
| 2     | Kings County Courthouse  | Kings County Courthouse  | 21. Sep. 1978 ID-Nr. 78003063 | 114 W. 8th St. 36° 19′ 41,2″ N, 119° 38′ 48,7″ W | Hanford        |              |
| 3     | Taoist Temple            | Taoist Temple            | 13. Juni 1972 ID-Nr. 72000226 | 12 China Alley 36° 19′ 41″ N, 119° 38′ 16″ W     | Hanford        |              |
| 4     | Witt Site                |                          | 6. Mai 1971 ID-Nr. 71000141   | Adresse nicht veröffentlicht                     | Kettleman City |              |